# Tredicesima mensilità
La tredicesima mensilità (più comunemente conosciuta come tredicesima), è una mensilità retributiva aggiuntiva erogata nel mese di dicembre come retribuzione ai lavoratori dipendenti in Italia e molti altri Stati del mondo.
Esiste anche un'ulteriore mensilità denominata quattordicesima che, erogata solitamente nel mese di luglio, non è però di carattere obbligatorio come la tredicesima ma dipende dal tipo di Contratto Collettivo Nazionale al cui settore il lavoratore appartiene.

## Caratteristiche
Viene erogata in busta paga nel mese di dicembre a tutti i lavoratori dipendenti con contratto a tempo determinato o indeterminato, nel periodo antecedente alle festività natalizie. Viene erogata anche ai pensionati e ai beneficiari di assegni sociali.
Essendo antecedente al periodo natalizio riveste una grande importanza sull'andamento dei consumi nel mese di dicembre e sulle spese per i regali e per gli alimenti tipici del periodo.

## Nel mondo

### Italia
La tredicesima mensilità, denominata anche “gratifica natalizia”, era in origine un'elargizione volontaria senza alcun vincolo di obbligatorietà che il datore di lavoro riconosceva ai propri dipendenti; tale elargizione avveniva in occasione delle festività natalizie.
A partire dal 5 agosto 1937, l’articolo 13 del Contratto collettivo nazionale del lavoro (Ccnl) introdusse l’obbligo di erogare una tredicesima mensilità (ovvero una mensilità aggiuntiva rispetto alle 12 ordinarie), ma si trattava di una fattispecie molto diversa da quella attualmente in vigore. 
Qualche anno dopo l’accordo interconfederale per l’industria del 27 ottobre 1946 ha esteso il trattamento anche alle altre categorie. Tale accordo è stato reso efficace erga omnes con decreto del Presidente della Repubblica n. 1070/1960.